# بیلی شپرد (بازیکن فوتبال)
بیلی شپرد (انگلیسی: Billy Shepherd؛ 1894 – ۱۹۳۶ (۴۱−۴۲ سال)) بازیکن فوتبال بود.
از باشگاه‌هایی که در آن بازی کرده‌است می‌توان به باشگاه فوتبال اشینگتون اشاره کرد.